# Salif Keita (Senegalees voetballer)
Salif Keita (Dakar, 19 oktober 1975) is een Senegalees profvoetballer. Hij speelt bij de voetbalclub AS Douanes Dakar. 
Keita kwam op 16-jarige leeftijd in België aan. Zijn eerste club hier was Germinal Ekeren. Hij speelde 13 keer voor de club. Daarna verhuisde hij naar Cappellen FC. Voor deze club scoorde hij 43 keer in 89 wedstrijden, waardoor hij ook topschutter werd in Tweede klasse. Hier werd hij opgemerkt door KRC Genk. Genk werd in 1998 vice-kampioen en won de beker. Keita zijn rol was meestal beperkt tot invaller. Hij scoorde 2 keer in 19 wedstrijden. Europees scoorde hij 6 keer in de Intertoto Cup. Via KV Kortrijk belandde Keita in Duitsland. In de nadagen van zijn carrière speelde hij in Griekenland en Cyprus alvorens terug te keren naar zijn geboorteland.

## Senegalees voetbalelftal
Keita speelde 10 interlands voor het Senegalese voetbalelftal en scoorde 4 keer.

## Statistieken
| Seizoen | Club                 | Land        | Competitie         | Wedstrijden | Doelpunten |
| ------- | -------------------- | ----------- | ------------------ | ----------- | ---------- |
| 1991/94 | Germinal Ekeren      | België      | Jupiler Pro League | 13          | 2          |
| 1994/97 | Cappellen FC         | België      | Tweede klasse      | 89          | 43         |
| 1997/98 | KRC Genk             | België      | Jupiler Pro League | 19          | 2          |
| 1998/99 | KV Kortrijk          | België      | Jupiler Pro League | 28          | 13         |
| 1999/02 | Hannover 96          | Duitsland   | 2. Bundesliga      | 49          | 8          |
| 2002/04 | 1. FC Union Berlin   | Duitsland   | 2. Bundesliga      | 58          | 13         |
| 2004/05 | Rot-Weiss Oberhausen | Duitsland   | 2. Bundesliga      | 23          | 8          |
| 2005/07 | TuS Koblenz          | Duitsland   | 2. Bundesliga      | 50          | 15         |
| 2007/08 | Pierikos F.C.        | Griekenland | Derde divisie      | 16          | 4          |
| 2008    | Olympiakos Nicosia   | Cyprus      | Categorie B        | 14          | 6          |
| 2009    | APEP Pitsilia        | Cyprus      | Categorie B        | 6           | 0          |
| 2009/   | AS Douanes Dakar     | Senegal     | Ligue 1            | 43          | 9          |

## Erelijst
Hannover 96
- 2. Bundesliga

2002